# Roland Rainer
Roland Rainer, avstrijski arhitekt in urbanist * 1. maj 1910, Celovec, † 10. april 2004.
Bil je predavatelj na več univerzah: Tehniški v Berlinu, Tehniški v Brunswicku, Technionu, Tehniški v Münchnu, v Hannovru, Graški tehnološki in Akademiji lepih umetnosti na Dunaju.